# Code::Blocks
Code::Blocks là một môi trường phát triển tích hợp đa nền tảng nguồn mở miễn phí. Nó được phát triển trong C++ và sử dụng wxWidgets như một bộ công cụ GUI. Sử dụng kiến trúc plugin, các khả năng và tính năng của nó được xác định bởi plugin được cung cấp. Hiện tại, Code::Blocks hướng đến C, C++ và Fortran. Nó có một hệ thống tạo dựng tùy chỉnh và hỗ trợ Make.
Code::Blocks đang được phát triển cho hệ điều hành Windows, Linux và đã được chuyển sang Free BSD, OpenBSD và Solaris. Phiên bản chính thức mới nhất của macOS là 13.12 phát hành ngày 26/12/2013 (tương thích với Mac OS X 10.6 trở lên), nhưng có thể biên dịch các phiên bản gần đây hơn. 
Để có phiên bản mới nhất, người dùng có thể tải xuống các bản dựng nightly tương đối ổn định hoặc tải xuống mã nguồn từ SVN.

## Tính năng

### Trình biên dịch
Code::Blocks hỗ trợ nhiều trình biên dịch, bao gồm GCC, MinGW, Clang, Digital Mars, Microsoft Visual C++, Borland C++, LLVM Clang, Watcom, LCC và Intel C++ Compiler. Mặc dù phần mềm được thiết kế cho ngôn ngữ C++, nhưng có một số hỗ trợ cho các ngôn ngữ khác, bao gồm Fortran và D. Một hệ thống plugin được tích hợp để hỗ trợ các ngôn ngữ lập trình khác.

### Trình biên tập mã
Phần mềm có một số tính năng như tô sáng cú pháp và ẩn khối mã, tự động hoàn thành mã C++, trình duyệt lớp, trình chỉnh sửa mã hex và nhiều tiện ích khác. Các tệp đã mở được sắp xếp thành các tab. Trình biên tập mã hỗ trợ tủy chỉnh phông chữ, kích thước phông chữ và màu của các cú pháp.

### Trình gỡ lỗi
Code::Blocks có đầy đủ các chức năng gỡ lỗi cơ bản như hỗ trợ các điểm ngắt.